# دورين سلون
دورين سلون (بالإنجليزية: Doreen Sloane)‏ هي ممثلة بريطانية، ولدت في 24 فبراير 1934، وتوفيت في 8 أبريل 1990 بسبب سرطان.

## وصلات خارجية
- دورين سلون على موقع IMDb (الإنجليزية)